# هيو كروفورد
هيو كروفورد (بالإنجليزية: Hugh Crawford)‏ هو سياسي أمريكي، ولد في 23 أكتوبر 1941 في نوفي في الولايات المتحدة. حزبياً، نشط في الحزب الجمهوري. وقد انتخب عضو مجلس نواب ميشيغان ‏.